# Tiki Gelana
Erba Tiki Gelana (Bekoji, Etiopía, 22 de octubre de 1987) es una atleta etíope que compite en carreras de larga distancia. Su récord personal en la prueba de maratón es 2:18:58, récord nacional de Etiopía. En el año 2011 ganó el maratón de Ámsterdam y en el 2012 el que se celebró en Róterdam. Participó en los Juegos Olímpicos de Londres 2012 consiguiendo el 5 de agosto la medalla de oro en la prueba de maratón con un tiempo de 2:23:07. Es sobrina del atleta y maratoniano etíope Gezahegne Abera.

## Palmarés
| Fecha | Competición                               | Lugar     | Resultado | Tiempo  |
| ----- | ----------------------------------------- | --------- | --------- | ------- |
| 2011  | Maratón de Ámsterdam                      | Ámsterdam | 1         | 2:22:08 |
| 2012  | Maratón de Róterdam                       | Róterdam  | 1         | 2:18:58 |
| 2012  | Juegos Olímpicos de Londres 2012. Maratón | Londres   | 1         | 2:23:07 |